# Loksatta

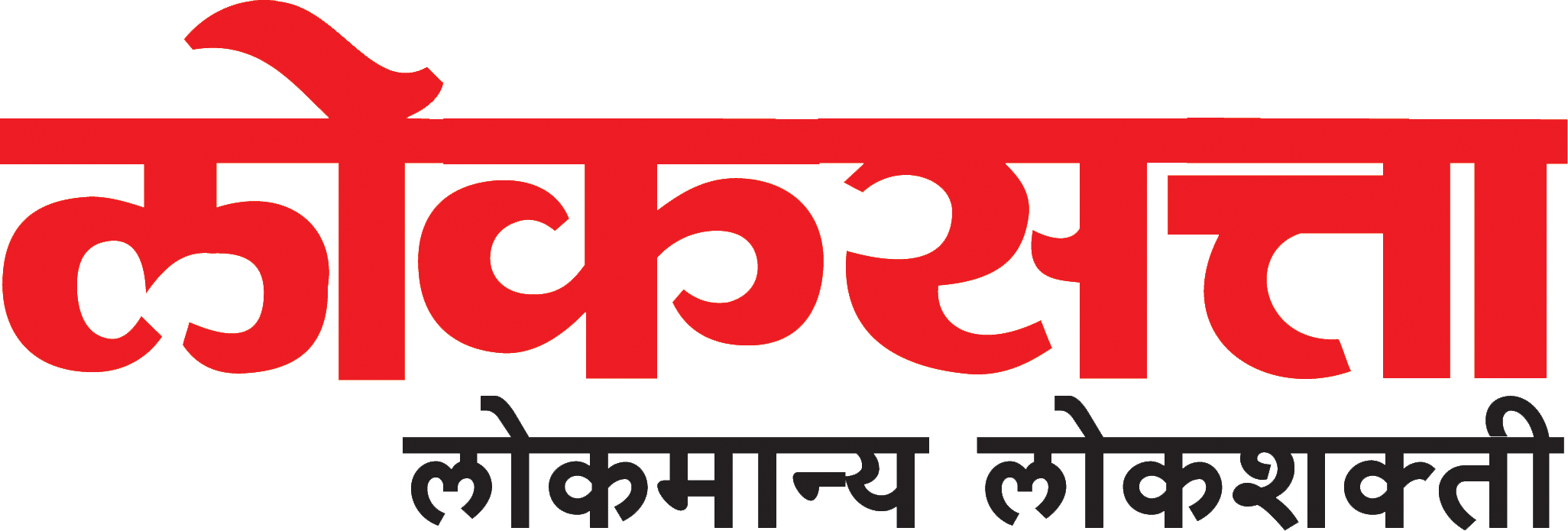
Logo

Loksatta is een Marathi-dagblad dat uitkomt in de Indiase deelstaat Maharashtra. Het verscheen voor het eerst uit op 14 januari 1948. De krant komt tegenwoordig uit in verschillende edities: Mumbai, Pune, Nagpur, Ahmednagar, Aurangabad en New Delhi. Het blad is eigendom van The Indian Express Group. De editor is Girish Kuber (2013).